# 新居町駅
新居町駅（あらいまちえき）は、静岡県湖西市新居町新居にある、東海旅客鉄道（JR東海）東海道本線の駅である。駅番号はCA38。駅名と地名の読みが異なり、地名の読みは「あらいちょう」である（「新居町 (静岡県)」参照）。
運行形態の詳細は「東海道線 (静岡地区)」を参照。

## 歴史
- 1915年（大正4年）1月10日：国鉄東海道本線の弁天島（当時は仮停車場） - 鷲津間に新設開業[1]。
- 1974年（昭和49年）4月6日：貨物の取扱を廃止[1]。
- 1984年（昭和59年）2月1日：荷物の取扱を廃止[1]。
- 1987年（昭和62年）4月1日：国鉄分割民営化により、東海旅客鉄道（JR東海）の駅となる[1]。
- 2008年（平成20年）3月1日：TOICAのサービス開始。
- 2010年（平成22年）1月19日：バリアフリー設備全面使用開始[2]。
- 2013年（平成25年）3月15日：駅構内のキヨスク閉店。
- 2015年（平成27年）11月21日 - 23日：浜松市西区（当時。現：中央区）の渚園で開催されたゆるキャラグランプリの開催にあたり特急「ふじかわ」を甲府から新居町まで19年ぶりに延長運転。
- 2024年(令和5年) 10月26日　 東急の「THE ROYAL EXPRESS」が11月8日の運行に向け試運転のため入線。

## 駅構造
単式ホーム1面1線と島式ホーム1面2線、合計2面3線のホームを持つ地上駅。単式ホームが1番線（副本線）、島式ホームが2・3番線（本線）となっている。2つのホームは跨線橋で連絡している。
駅本屋は南側にあり、北側には浜名湖競艇開催時（無観客開催時を除く）のみ使用される出改札口がある。簡易型自動改札機、JR全線きっぷうりばが設置されている。
JR東海交通事業の職員が業務を担当する業務委託駅である。鷲津駅が当駅を管理する。早朝・深夜は無人となる。
エレベーター3基、多機能トイレ1箇所のバリアフリー設備がある。2009年3月と12月に一部機能の利用を開始した後、2010年1月19日に全面使用開始された。

### のりば
| 番線 | 路線          | 方向 | 行先             |
| ---- | ------------- | ---- | ---------------- |
| 1・2 | CA 東海道本線 | 下り | 豊橋・名古屋方面 |
| 3    | CA 東海道本線 | 上り | 浜松・静岡方面   |

（出典：JR東海:駅構内図）
2015年3月改正ダイヤでは7時台に下り列車2本が1番線に入線していたが、2021年3月改正ダイヤ時点では1番線を発着する定期列車は設定されていない。浜名湖競艇開催時などに1番線から折り返しの上り列車が発車することがある。また下り列車では、非常時または臨時列車の発着や、貨物列車・工事車両・回送列車の待避・留置に使われることがある。

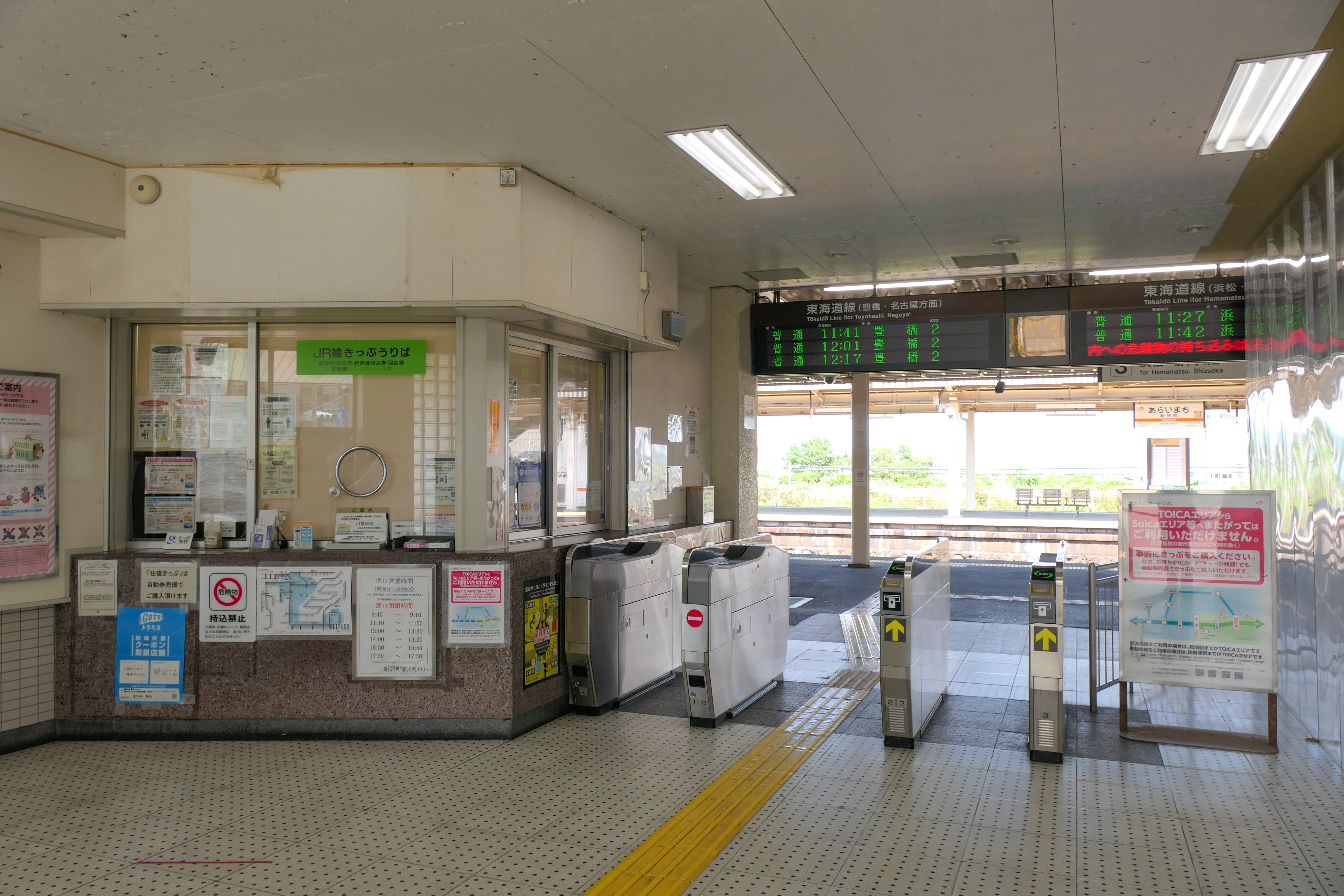
南口改札口（2021年9月）
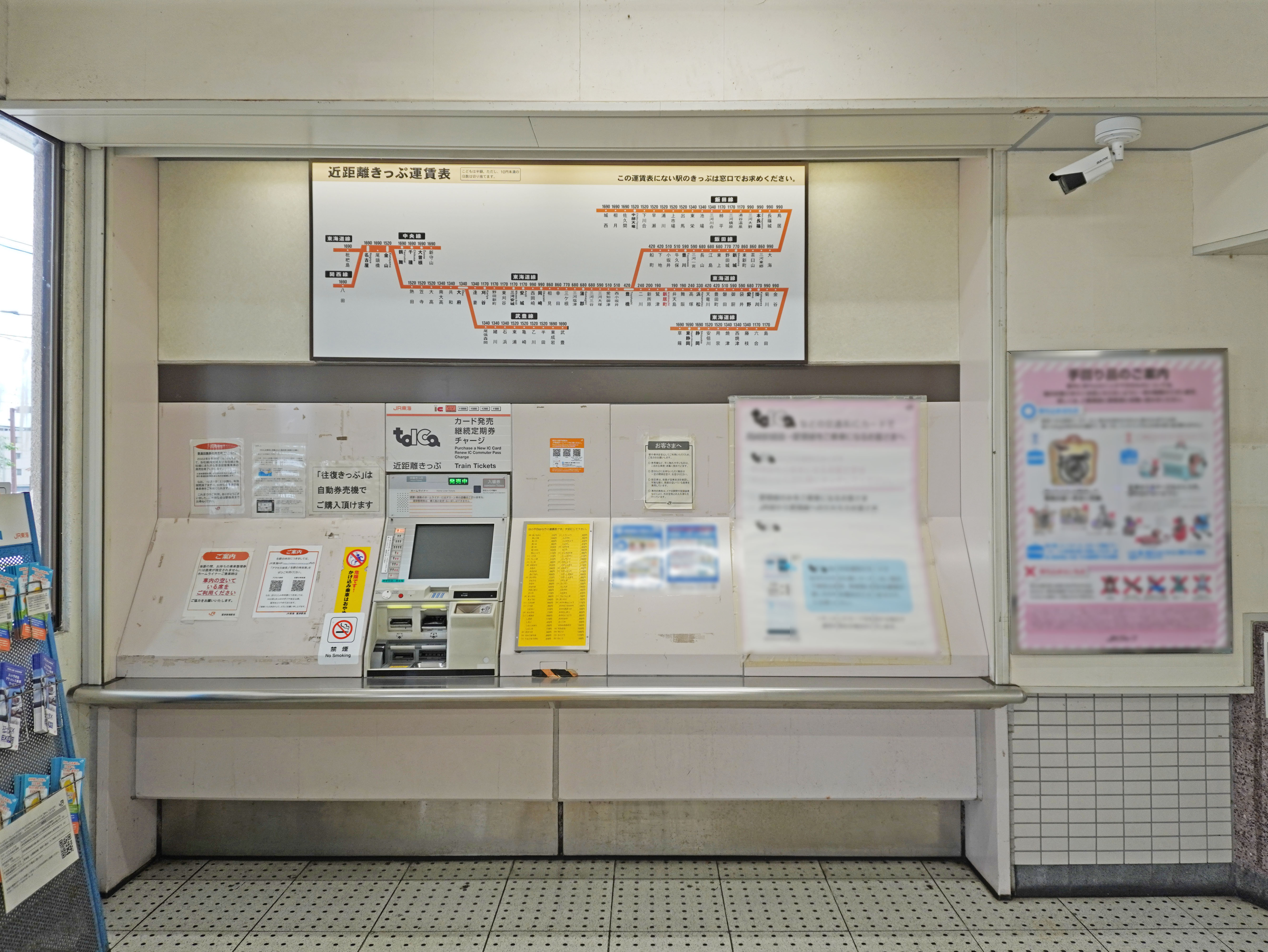
南口の自動券売機（2022年10月）
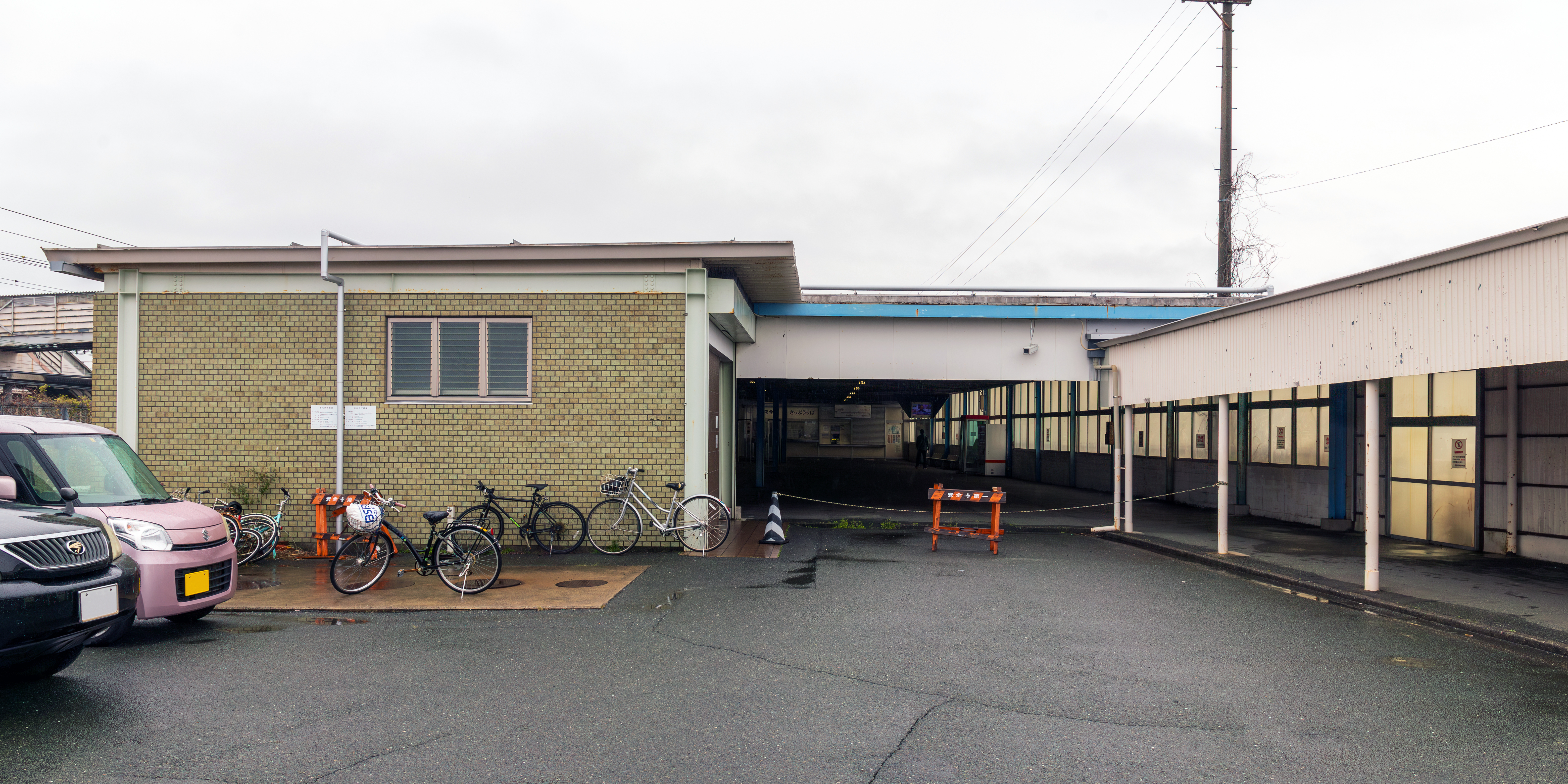
北口（2024年3月）
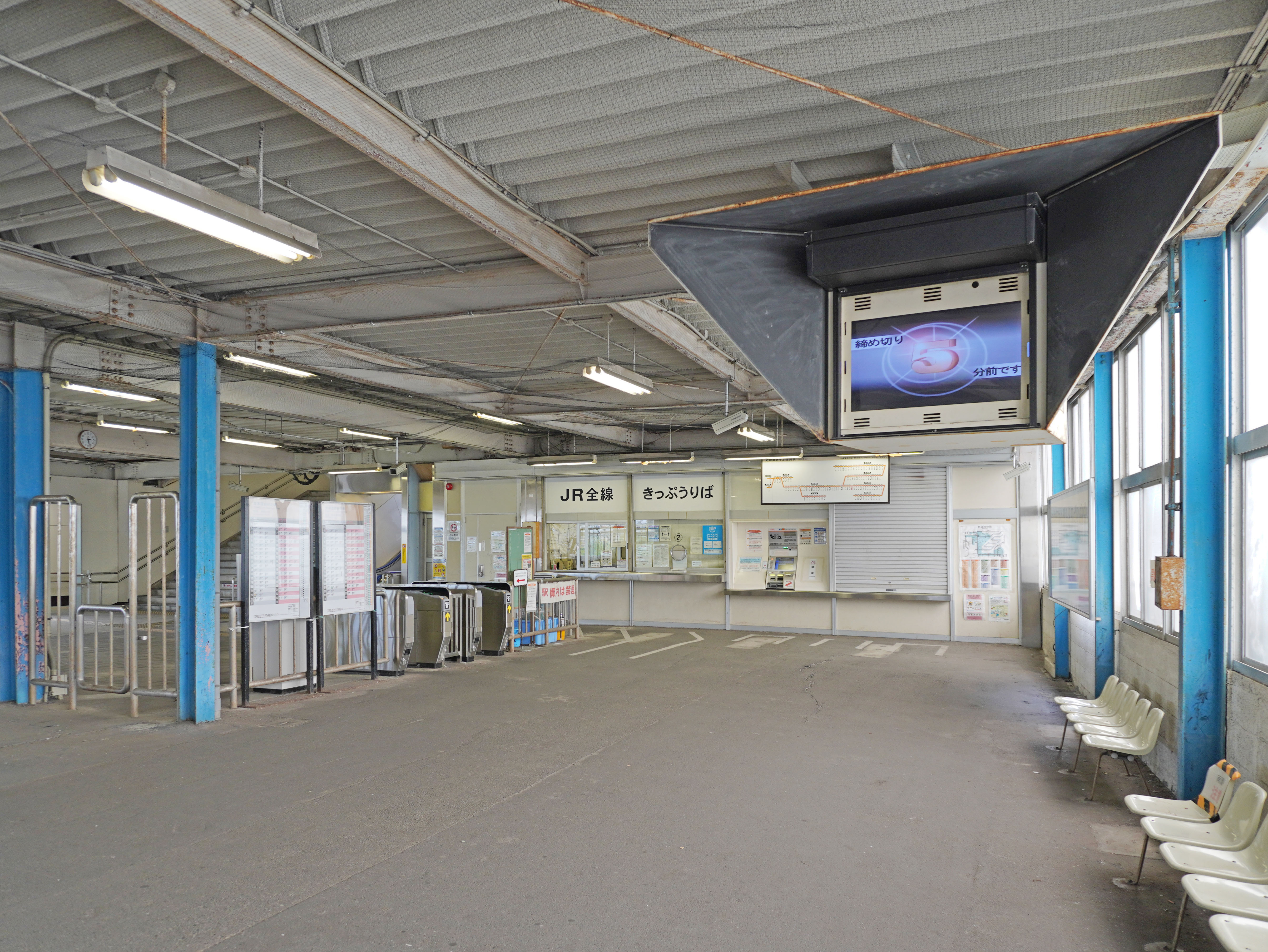
北口改札口と切符売り場（2022年10月）
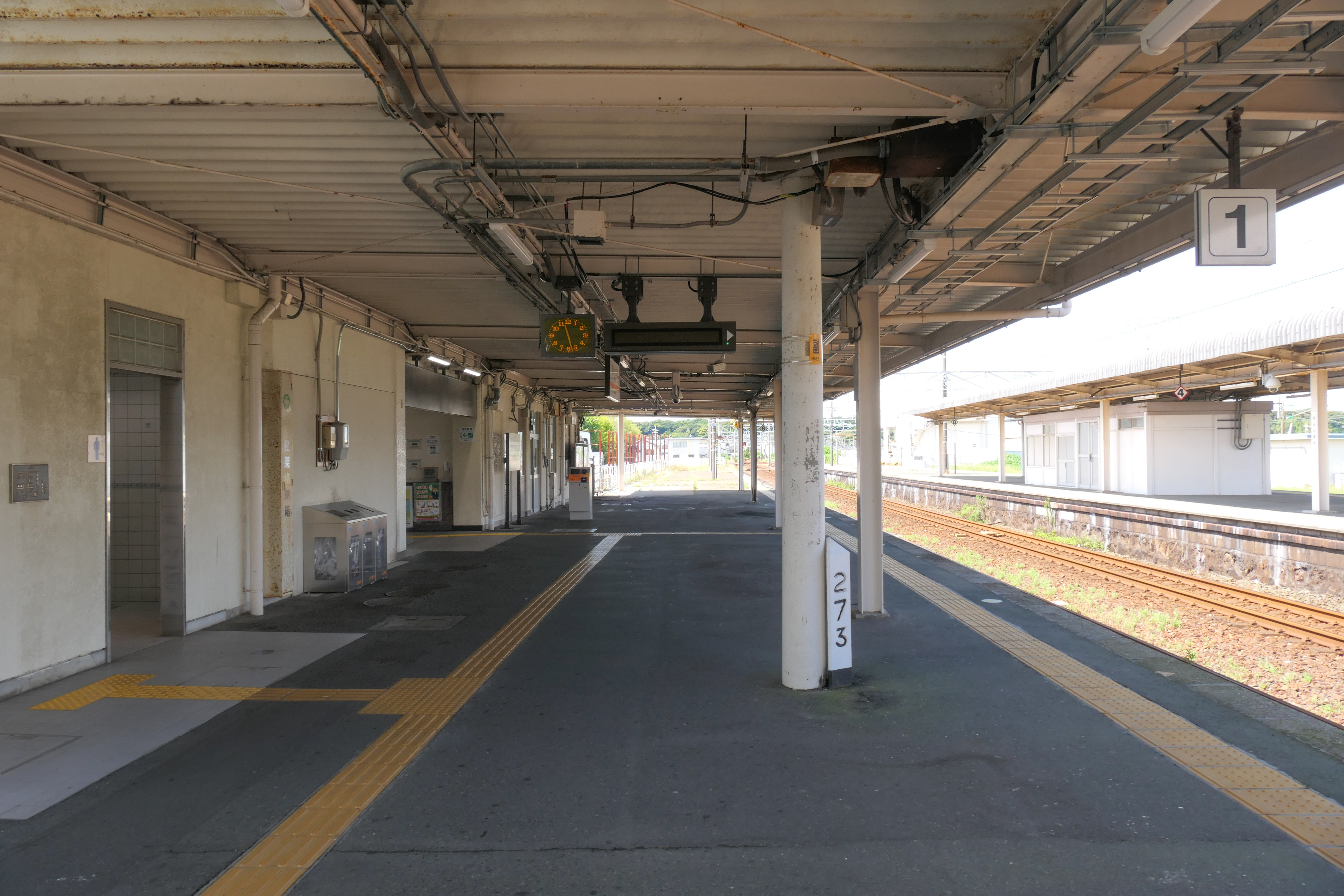
1番線ホーム（2021年9月）
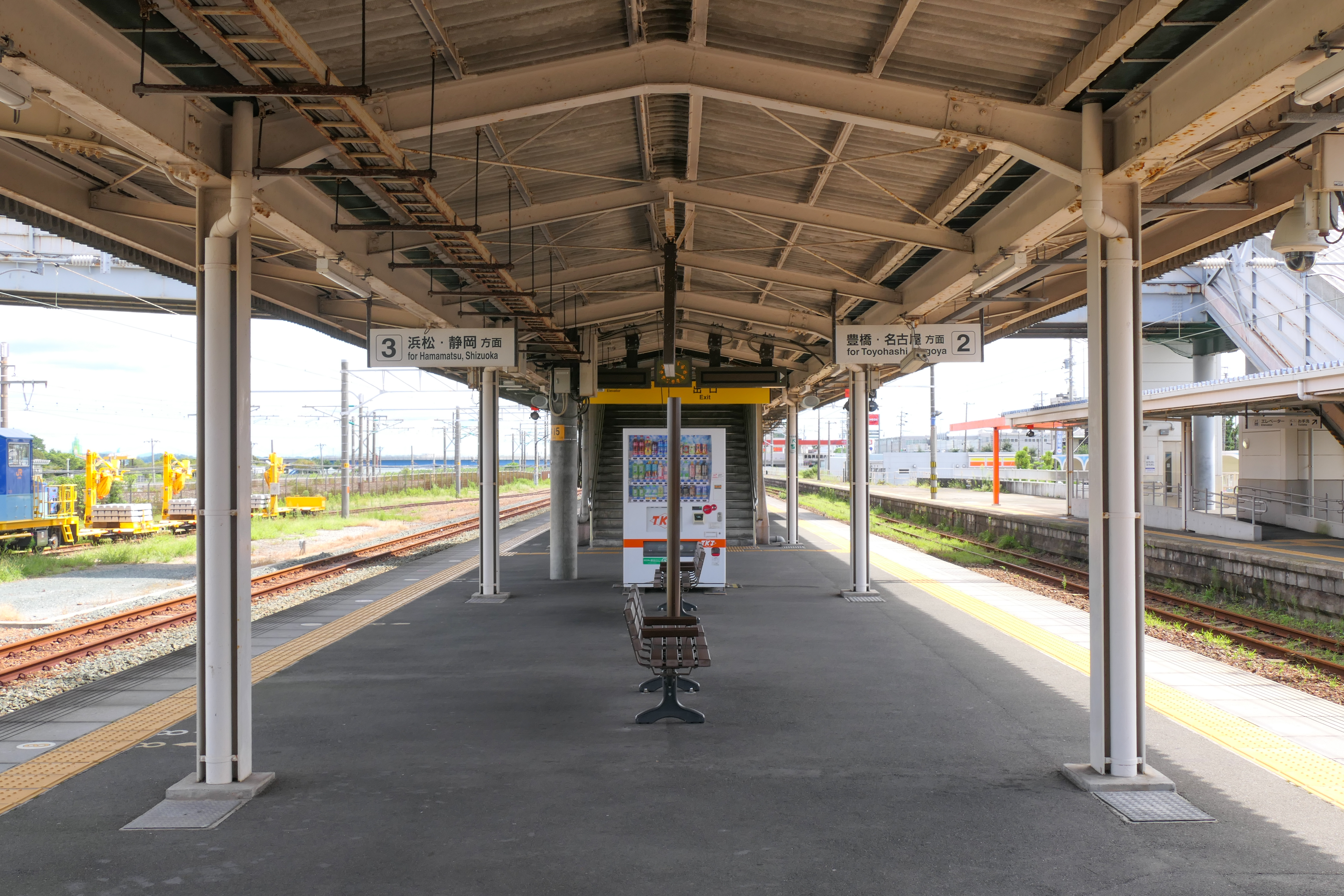
2・3番線ホーム（2021年9月）

## 利用状況
「静岡県統計年鑑」によると、2021年度（令和3年度）の1日平均乗車人員は1,667人である。浜名湖競艇開催日は賑わう。
1993年度（平成5年度）以降の推移は以下のとおりである。
| 乗車人員推移       | 乗車人員推移     | 乗車人員推移 |
| 年度               | 1日平均 乗車人員 | 出典         |
| ------------------ | ---------------- | ------------ |
| 1993年（平成05年） | 3,191            | [ 3 ]        |
| 1994年（平成06年） | 4,122            | [ 3 ]        |
| 1995年（平成07年） | 4,189            | [ 3 ]        |
| 1996年（平成08年） | 4,074            | [ 3 ]        |
| 1997年（平成09年） | 3,882            | [ 3 ]        |
| 1998年（平成10年） | 3,751            | [ 3 ]        |
| 1999年（平成11年） | 3,729            | [ 3 ]        |
| 2000年（平成12年） | 3,702            | [ 3 ]        |
| 2001年（平成13年） | 3,575            | [ 3 ]        |
| 2002年（平成14年） | 2,991            | [ 3 ]        |
| 2003年（平成15年） | 2,931            | [ 3 ]        |
| 2004年（平成16年） | 2,810            | [ 3 ]        |
| 2005年（平成17年） | 2,734            | [ 3 ]        |
| 2006年（平成18年） | 2,713            | [ 3 ]        |
| 2007年（平成19年） | 2,689            | [ 3 ]        |
| 2008年（平成20年） | 2,671            | [ 3 ]        |
| 2009年（平成21年） | 2,490            | [ 3 ]        |
| 2010年（平成22年） | 2,415            | [ 3 ]        |
| 2011年（平成23年） | 2,327            | [ 3 ]        |
| 2012年（平成24年） | 2,359            | [ 3 ]        |
| 2013年（平成25年） | 2,354            | [ 3 ]        |
| 2014年（平成26年） | 2,305            | [ 3 ]        |
| 2015年（平成27年） | 2,256            | [ 3 ]        |
| 2016年（平成28年） | 2,247            | [ 3 ]        |
| 2017年（平成29年） | 2,252            | [ 3 ]        |
| 2018年（平成30年） | 2,255            | [ 3 ]        |
| 2019年（令和元年） | 2,148            | [ 3 ]        |
| 2020年（令和02年） | 1,689            | [ 3 ]        |
| 2021年（令和03年） | 1,667            | [ 3 ]        |

## 駅周辺
- 浜名湖
- 浜名湖競艇場
  - BOAT KIDS PARK モーヴィ浜名湖
- 国道301号
駅のすぐ南側を通っている。かつては国道1号でもあったが、浜名バイパスの全線開通により静岡県道417号に降格した。
- 湖西市立新居図書館
- 新居文化公園
- 新居郵便局
- 浜松信用金庫新居支店
- 遠州信用金庫新居支店
- 新居宿新居関跡
- 湖西市役所新居支所（旧・新居町役場）
- 静岡県立新居高等学校
- 東海道新幹線殉職者慰霊碑

### バス路線
- 湖西市コミュニティバス「コーちゃんバス」：鷲津駅行

2002年9月30日までは駅の脇にJR東海バスの新居町営業所があり、白須賀を経由して鷲津駅、白須賀・二川駅を経由して豊橋駅までの路線（こちらも浜名線と称した）が存在した。

## 隣の駅
東海旅客鉄道（JR東海）
CA 東海道本線
■特別快速・■新快速・■快速・■区間快速・■普通（快速は上りのみ、区間快速は下りのみ運転）
弁天島駅 (CA37) - 新居町駅 (CA38) - 鷲津駅 (CA39)